# إبراهيم عدنان كمال
إبراهيم عدنان كمال هو الإبن الرابع للصانعين المحتوى عدنان كمال وبشاير جمعة وممثل مسرحي كويتي (مواليد 27 سبتمبر 2014).

## قائمة العمل
المسرحيات
- ون أو تو (2024-)
- مسرحية الوحش (2025-)